# Cryptographis interpositalis
Cryptographis interpositalis là một loài bướm đêm trong họ Crambidae.